# لعبة الشيطان (مسلسل)
راكان الطويان (30 أغسطس 1985 -) ممثل سعودي. من مواليد وادي الدواسر في المملكة العربية السعودية بدأ التمثيل بعام 2012

## قصة المسلسل
يعتمد على لعبة تحمل هذا الاسم لتقديم قالب أكشن خالص سيكون الأول في نوعه في الدراما السعودية بحسب تأكيدات القائمين عليه.

## طاقم العمل
1. محمد الطويان.
2. عبد المحسن النمر.
3. ماجد مطرب فواز.
4. مروة محمد.
5. شمعة محمد.
6. هبة عبد العزيز.
7. سامي حازم.
8. أحمد العبيد.
9. عبد الله الفدعاني.
10. ياسر مشرف.
11. جميل علي.
12. ناصر الربيعان.
13. محمد البحري.
14. بندر الخضير.
15. لمار.
16. مروة راتب.
17. راكان الطويان.